# Estación González Risos
González Risos era una estación ferroviaria ubicada en el Partido de Navarro, provincia de Buenos Aires, Argentina.

## Ubicación
La estación se encontraba a unos 18 km al norte de Navarro y a 33 km al sur de Luján, accediéndose desde ambas ciudades a través de la Ruta Provincial 47. Se ubica en el límite entre los partidos de Navarro y General Las Heras, aunque está bajo la jurisdicción del primero.

## Servicios
La estación formaba parte del Ferrocarril Midland de Buenos Aires que unía la Estación Puente Alsina con la ciudad de Carhué. A partir de la nacionalización de 1948, pasó a formar parte del Ferrocarril General Belgrano.
La estación fue deshabilitada en 1977, año en el que el ramal ferroviario fue reducido llegando únicamente a la Estación Marinos del Crucero General Belgrano.